# Asteropella punctata
Asteropella punctata är en kräftdjursart som beskrevs av Poulsen 1965. Asteropella punctata ingår i släktet Asteropella och familjen Cylindroleberididae. Inga underarter finns listade.